# Цей
Цей (осет. Цъæй) или Цейское ущелье (осет. Цъæйы ком) — ущелье, а также российский горнолыжный курорт (горноклиматическая курортная местность) и центр рекреационного туризма в Алагирском районе Северной Осетии.
По Цейскому ущелью проложена серпантинная дорога от пгт Бурон, расположенного на Транскаме (12 км). Расстояние до (ж/д станций): районного центра — города Алагира — 53 км (60 км), до города Владикавказа — 98 км (110 км; сообщение автобусное).
Цей расположен на северных склонах Б. Кавказа (Центральный Кавказ), у подножия г. Адайхох, в ущелье р. Цейдон, на высоте 1910—2200 м.

## География и климат
Ущелье образовано двумя хребтами: Цейским и Кальперовским, расположенными подковообразно, из-за чего район часто называют Цейской подковой гор. Цей представляет собой продольную долину, врезанную между Боковым и Водораздельным хребтами. Тут же находится Цейский ледник.
Самая нижняя часть Цейского ущелья (в районе поселка Бурон) расположена на высоте 1300 м над уровнем моря, высшая точка — гора Уилпата — имеет высоту 4646 над уровнем моря.
 С 1967 года ущелье входит в состав территории Северо-Осетинского государственного заповедника.
Горнолыжный сезон начинается с декабря и заканчивается в апреле. Перепад высот в зоне катания составляет 920 метров (с 2870 до 1950 метров над уровнем моря). Примерная высота снега в середине сезона — около двух метров.
В Цее действуют два канатно-кресельных подъёмника.
Функционируют профсоюзный дом отдыха «Цей» (320 мест), расположенный в хвойном лесу, альпинистские лагеря, турбаза «Осетия», научная станция и база отдыха СКГМИ, а также метеостанция, а также была гостиница «Горянка» (ныне разрушена, здание в аварийном состоянии, разграблено, восстановлению не подлежит). Функционируют множество частных гостиниц.
Климат характеризуется умеренно мягкой зимой (ср. температура янв. −7 °C) и умеренно прохладным, с частыми дождями летом (ср. температура авг. ок. 13 °C). Осадков 1000 мм в год, гл. обр. в мае-октябре. Относительная влажность наиболее высока в тёплый период. Число часов солнечного сияния 2256 в год. Преобладают слабые горно-долинные ветры, которые обеспечивают хорошую вентиляцию Цейдонского ущелья. К климатическим особенностям Цея относятся также пониженное атмосферное давление (610 мм) и отсутствие резких его колебаний, большое число солнечных дней, высокая степень ионизации воздуха, повышенная ультрафиолетовая радиация.

## Гостиницы, отели
- Сказка,
- Виктория,
- Турбаза ГМИ,
- Орбита,
- Осетия,
- Цей,
- Вертикаль,
- Приют монаха.

## Основные вершины Цейского горного района
1. Адай-Хох 4410 м 42°44′50″ с. ш. 43°52′10″ в. д.HGЯO
2. Пик Антоновича 4200 м
3. Буревестник-Цейский
4. Вильс[осет.] 3870 м
5. Зарамаг[осет.] 4200 м 42°44′15″ с. ш. 43°50′37″ в. д.HGЯO
6. Пик Золотарева 4200м
7. Кальпер[осет.] 3800 м
8. Кальтберг 4120 м 42°45′09″ с. ш. 43°52′13″ в. д.HGЯO
9. Лагау[осет.] 4124 м 42°44′59″ с. ш. 43°54′32″ в. д.HGЯO
10. Мамисон 4360 м 42°44′39″ с. ш. 43°48′16″ в. д.HGЯO
11. Монах[осет.] 2990 м 42°46′51″ с. ш. 43°53′34″ в. д.HGЯO
12. Москвич 3790 м
13. Пик Николаева 3850 м
14. Пик Ониани 4200 м
15. Пассионария 4000 м
16. Пик Плиева 3990 м
17. Пик Поясова 4200 м
18. Ронкетти 4050 м 42°44′04″ с. ш. 43°49′08″ в. д.HGЯO
19. Малая Сонгути 4000 м 42°47′17″ с. ш. 43°49′07″ в. д.HGЯO
20. Спартак-Цейский
21. пик Туристов
22. Турхох 4110 м
23. Уилпата 4648 м 42°46′30″ с. ш. 43°48′15″ в. д.HGЯO
24. Уларг 4320 м
25. Хицан 3600 м
26. Цей-Хох 4110 м 42°48′32″ с. ш. 43°51′28″ в. д.HGЯO
27. Чанчахи 4450 м 42°44′47″ с. ш. 43°47′38″ в. д.HGЯO
28. Пик Шульгина 3900 м

## Достопримечательности
В 9 км от Цея — Цейский ледник, который начинается между вершинами Уилпата и Адайхох и, спускаясь до высоты 2200 м, даёт начало речке Цейдон, (левый приток Ардона, впадающего в Терек).
Для отдыхающих интересны экскурсии к святилищу Реком, пику Туристов, Сказскому и Цейскому ледникам, к горе Монах.

## Открытие для иностранцев
В Постановление Правительства РФ от 4 июля 1992 г. N 470, регламентирующее зоны, закрытые для иностранцев, 18.09.2012 было внесено изменение по Северной Осетии. Допуск иностранцев в этом субъекте РФ разрешался только в несколько крупных городов, а также допускался транзит между ними по дорогам и к пункту пропуска через границу. Теперь в тексте Постановление появилось описание дополнительной открытой для иностранных туристов зоны:
часть территории Алагирского и Ирафского районов, ограниченной:
- с востока Транскавказской магистралью (автомобильная дорога Р-297) на участке Мизур — Нар и автомобильной дорогой Нар — перевал Зекарский,
- с юга и запада — государственной границей Российской Федерации на участке от перевала Зекарский до горы Караугом и линией гора Караугом — точка слияния рек Фастаг и Караугом,
- с севера — линией точка слияния рек Фастаг и Караугом — высота с отметкой 3001.7 на хребте Цахфедор — мост через реку Даргонком в населенном пункте Дунта и автомобильной дорогой Дунта — Камунта — Верхний Згид — Транскавказская магистраль).

Таким образом, территория горнолыжного курорта Цей отныне доступна не только для россиян, но и для иностранцев.

## Галерея

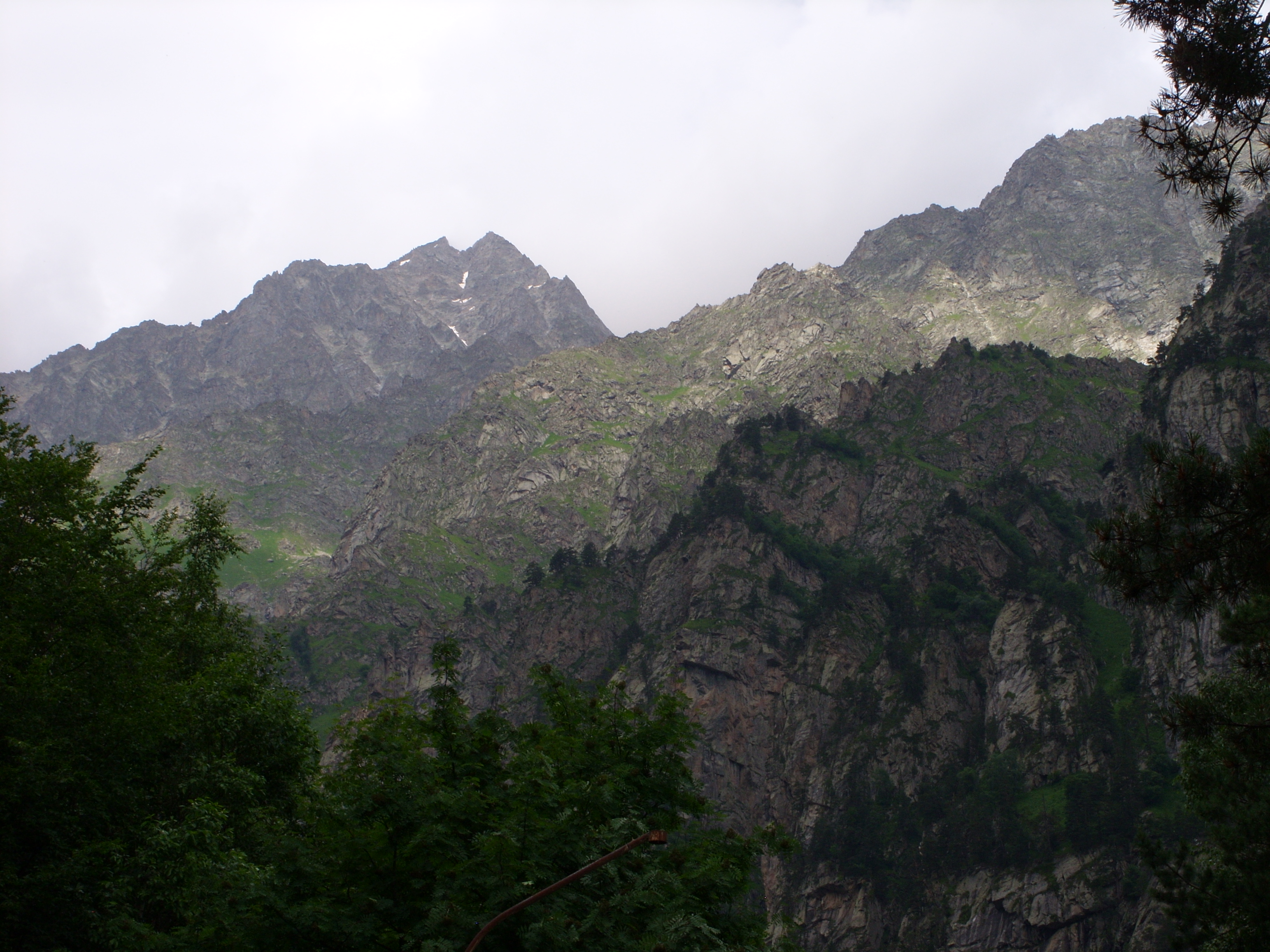
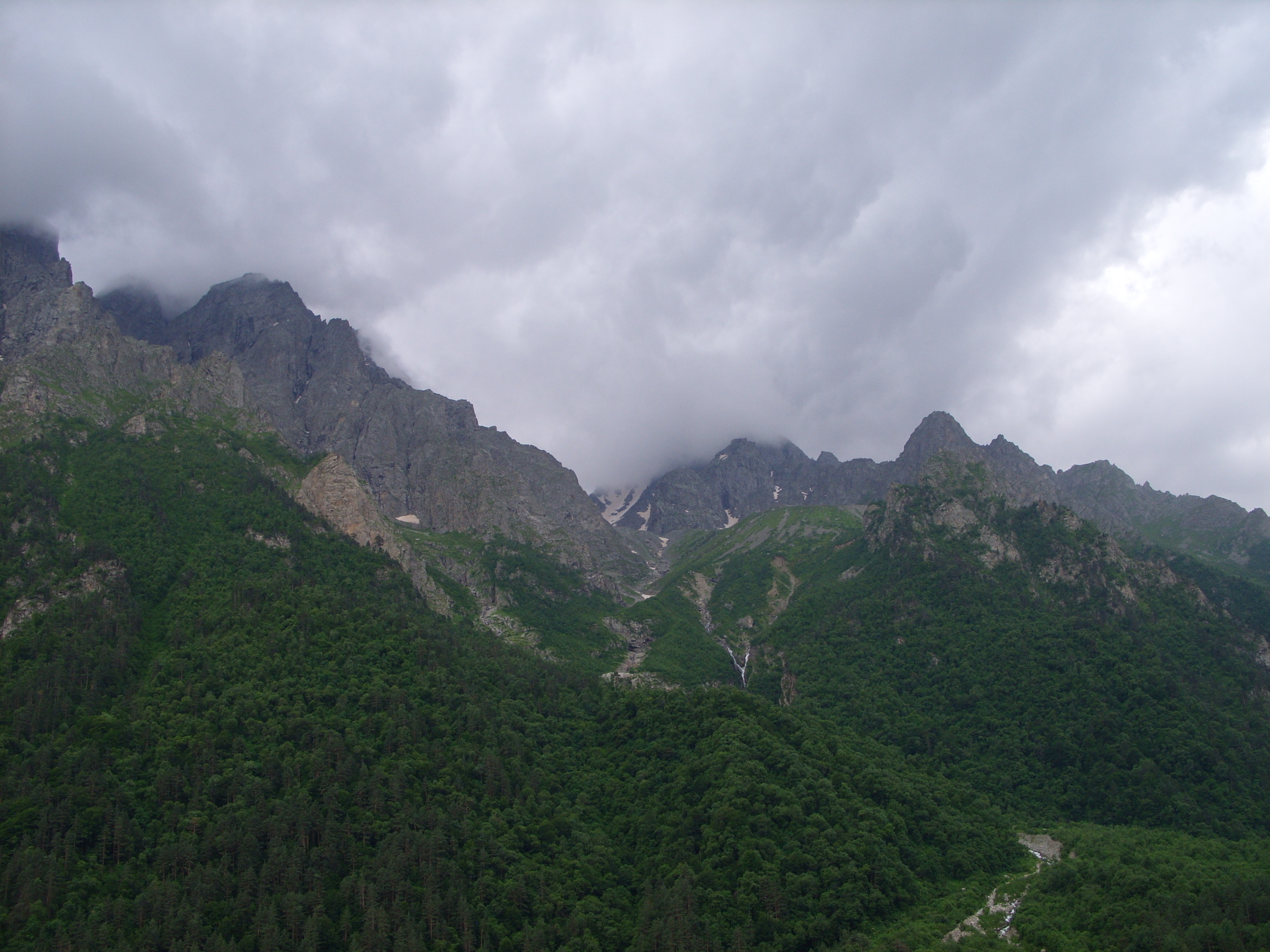
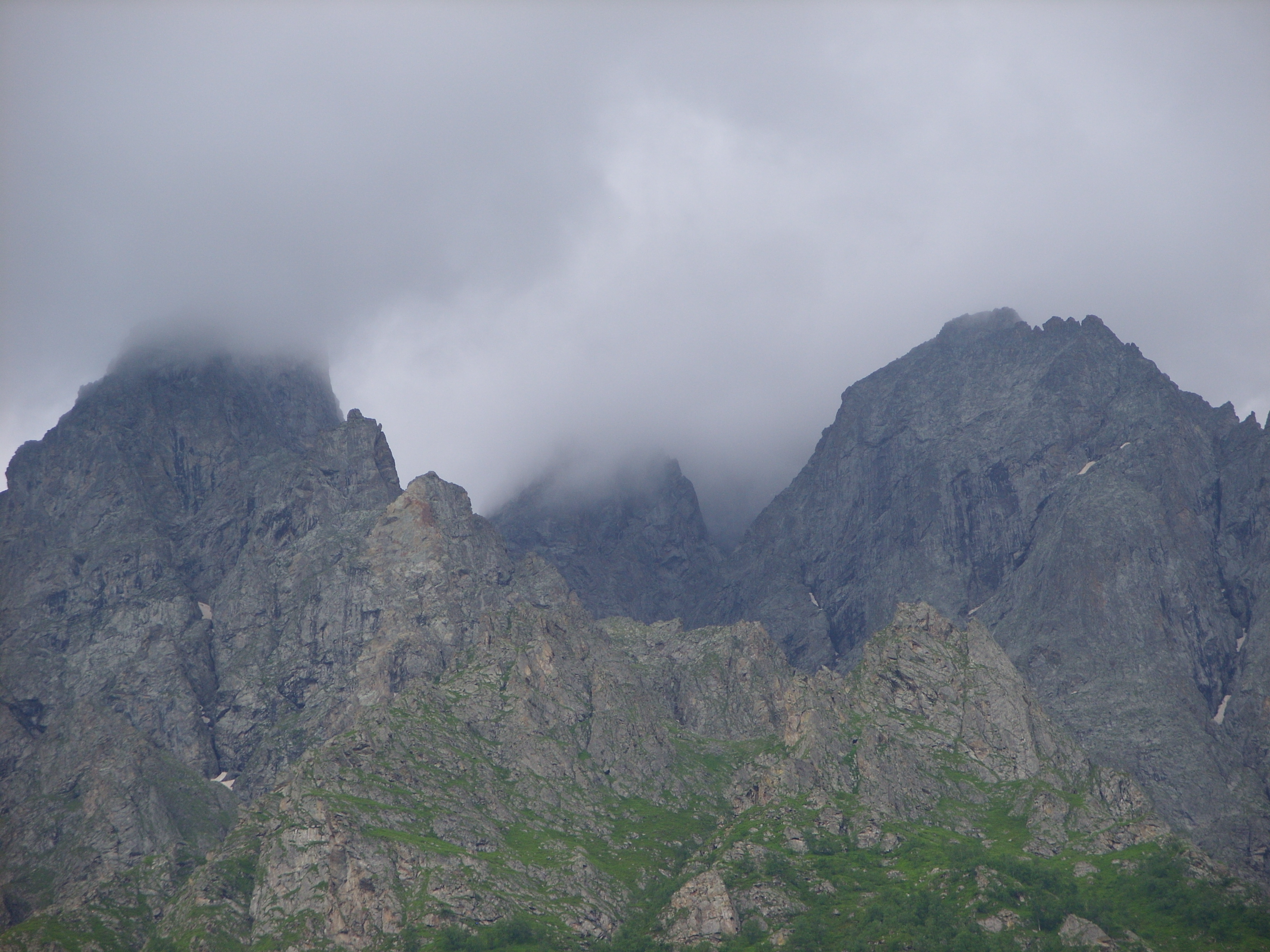
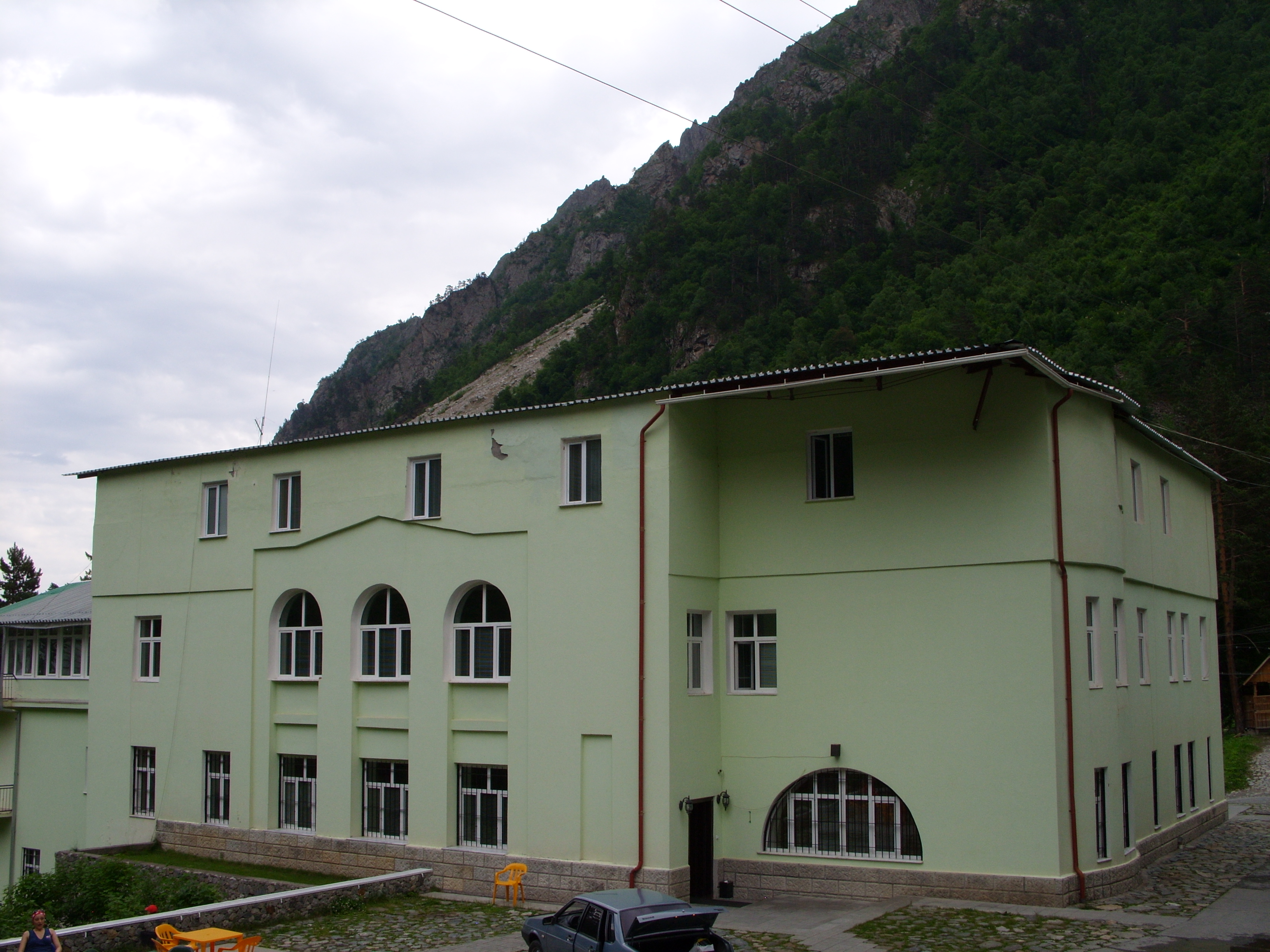
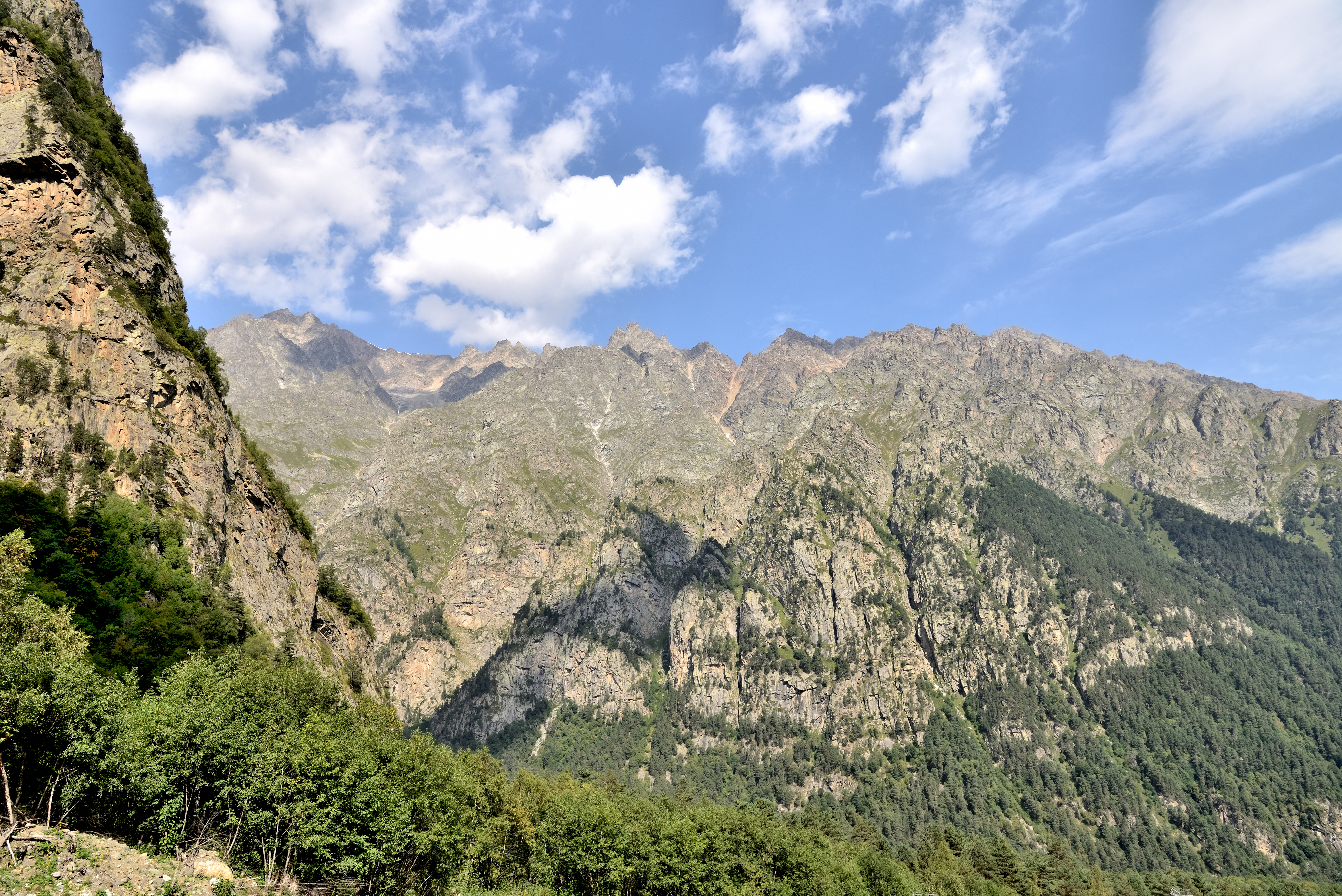
Сказское ущелье у альплагеря. Вид в северо-западном направлении
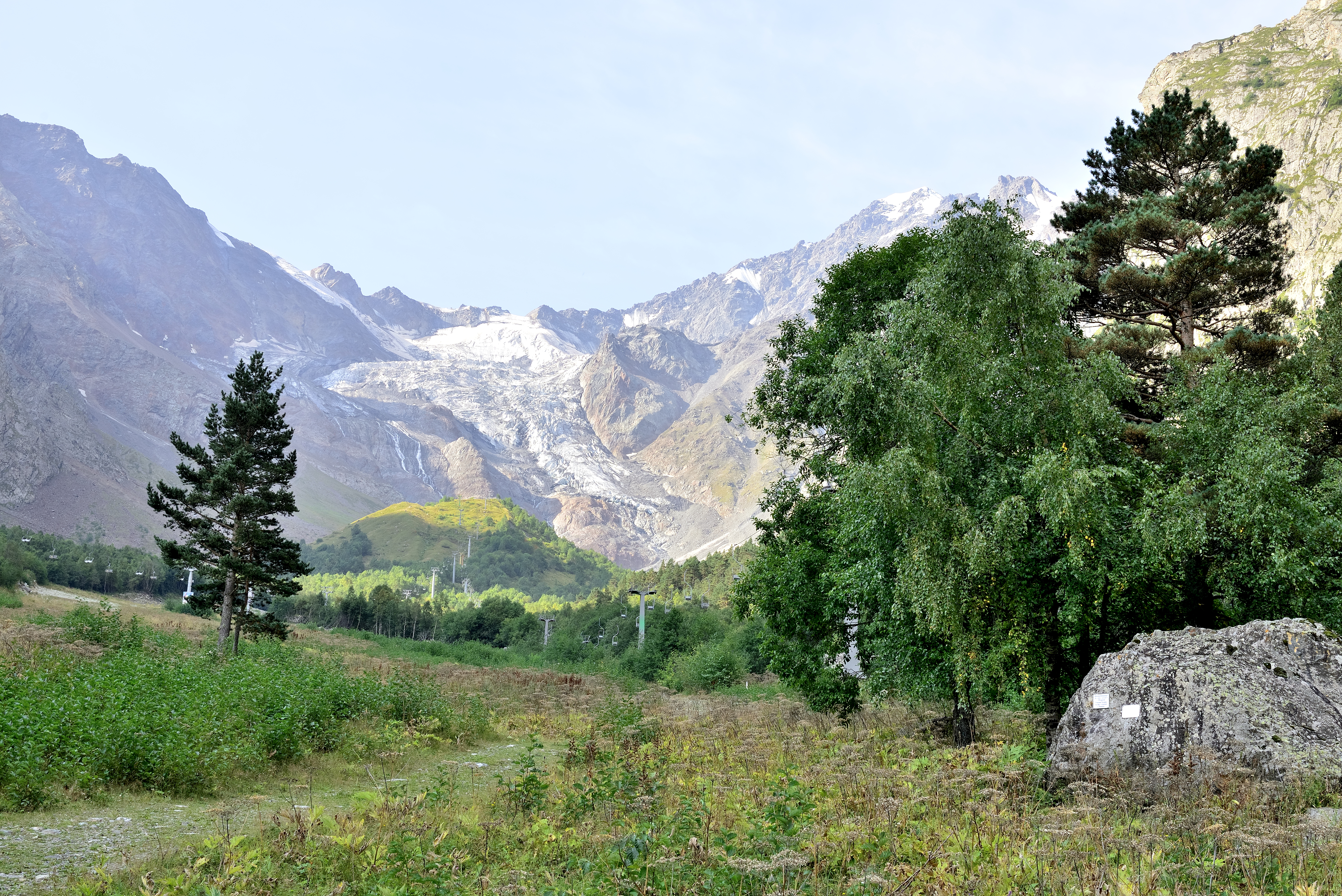
Сказское ущелье у альплагеря
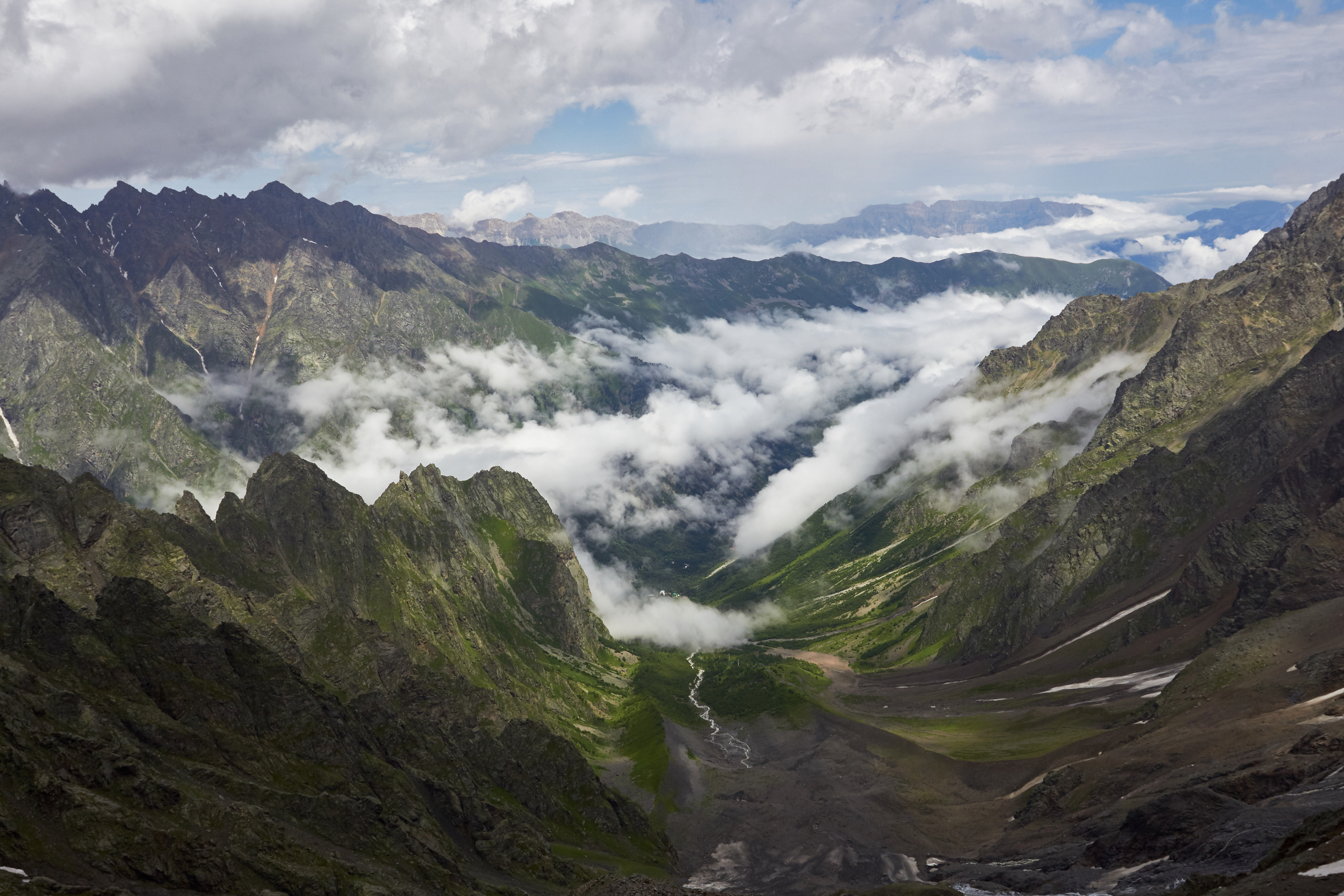
Цейское ущелье с высоты птичьего полета
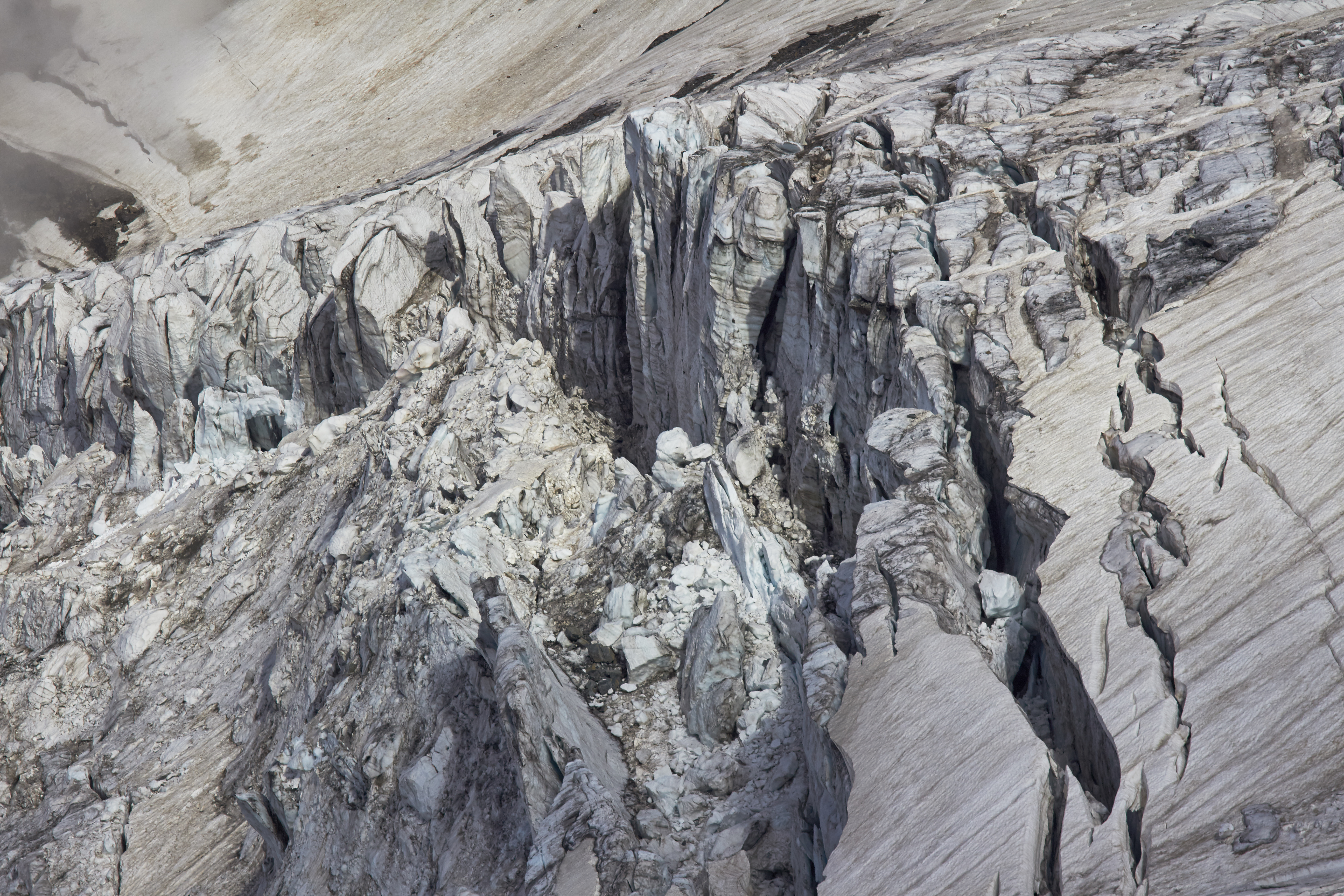
Ледопад. Цейский ледник
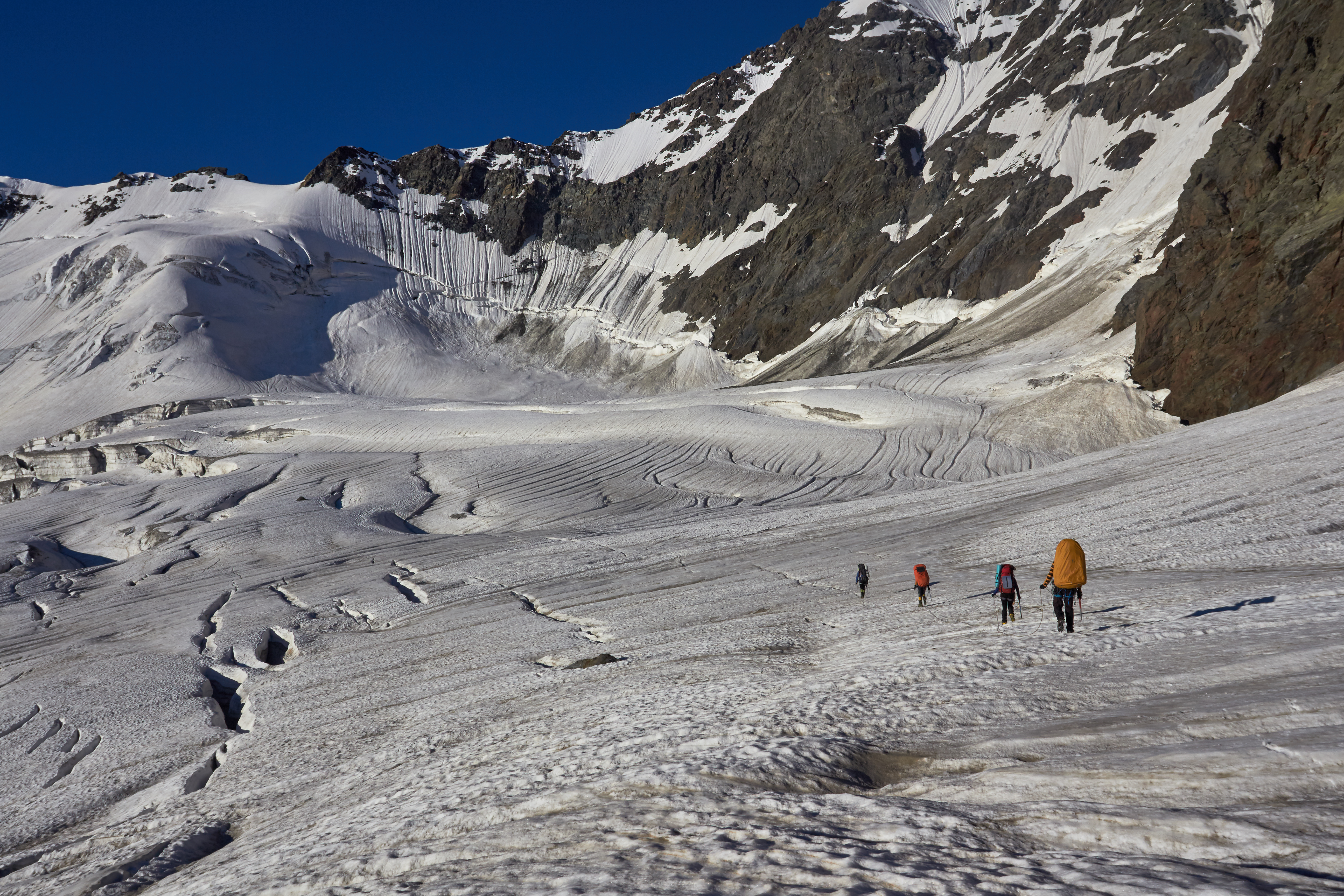
Цейский ледник
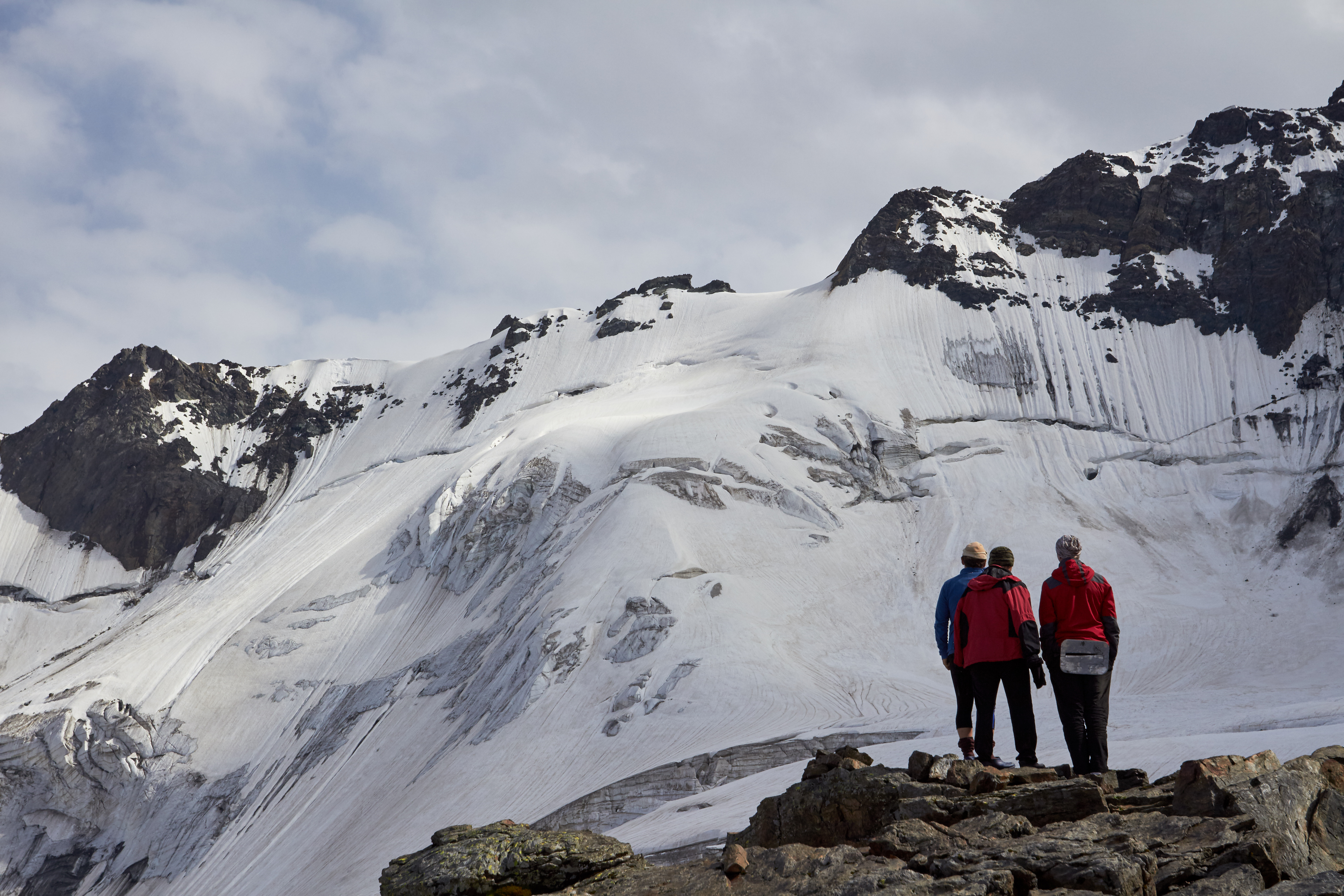
Перевал Сказка. Цей
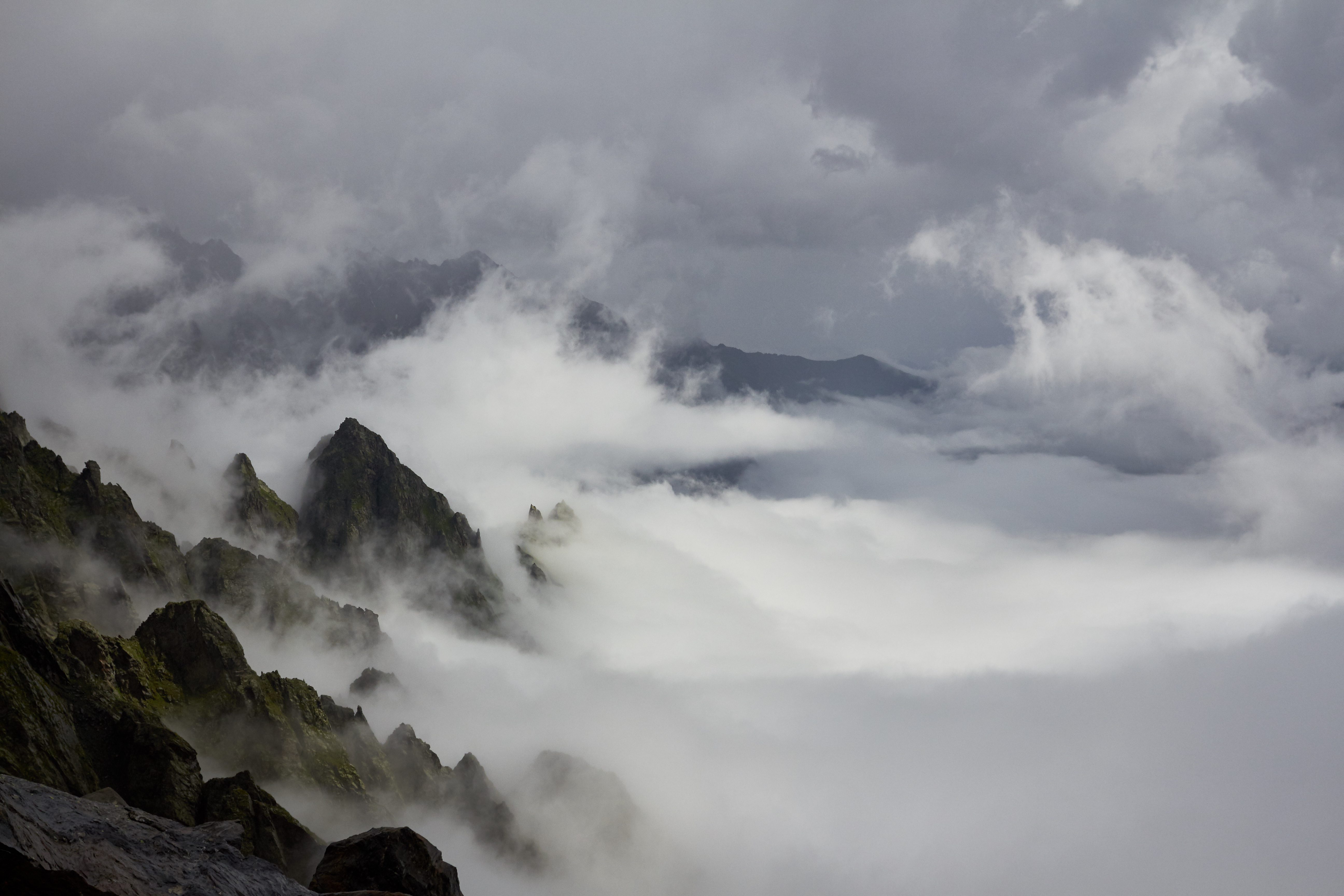
Облака в Цейском ущелье
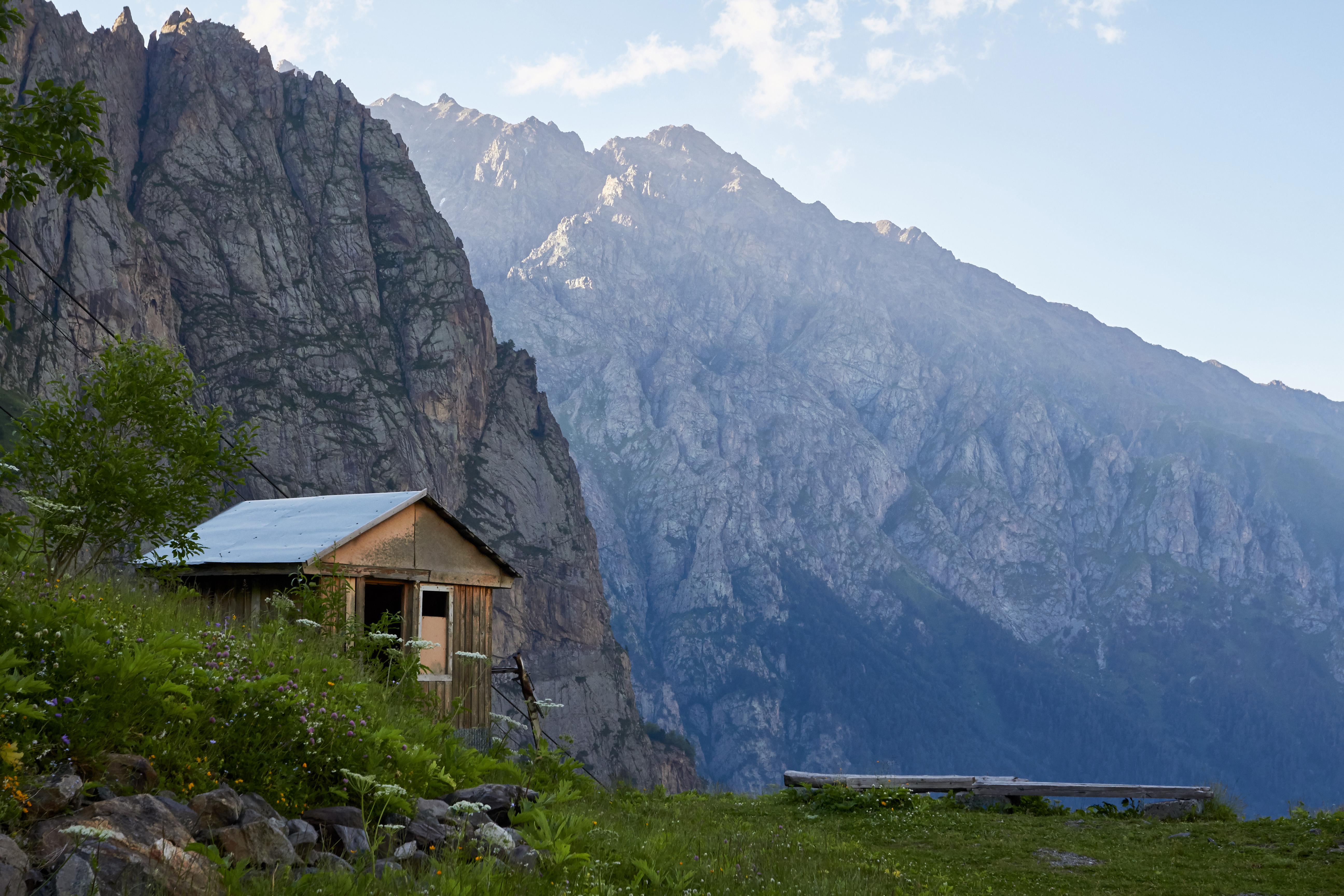
Верх канатной дороги. Цей
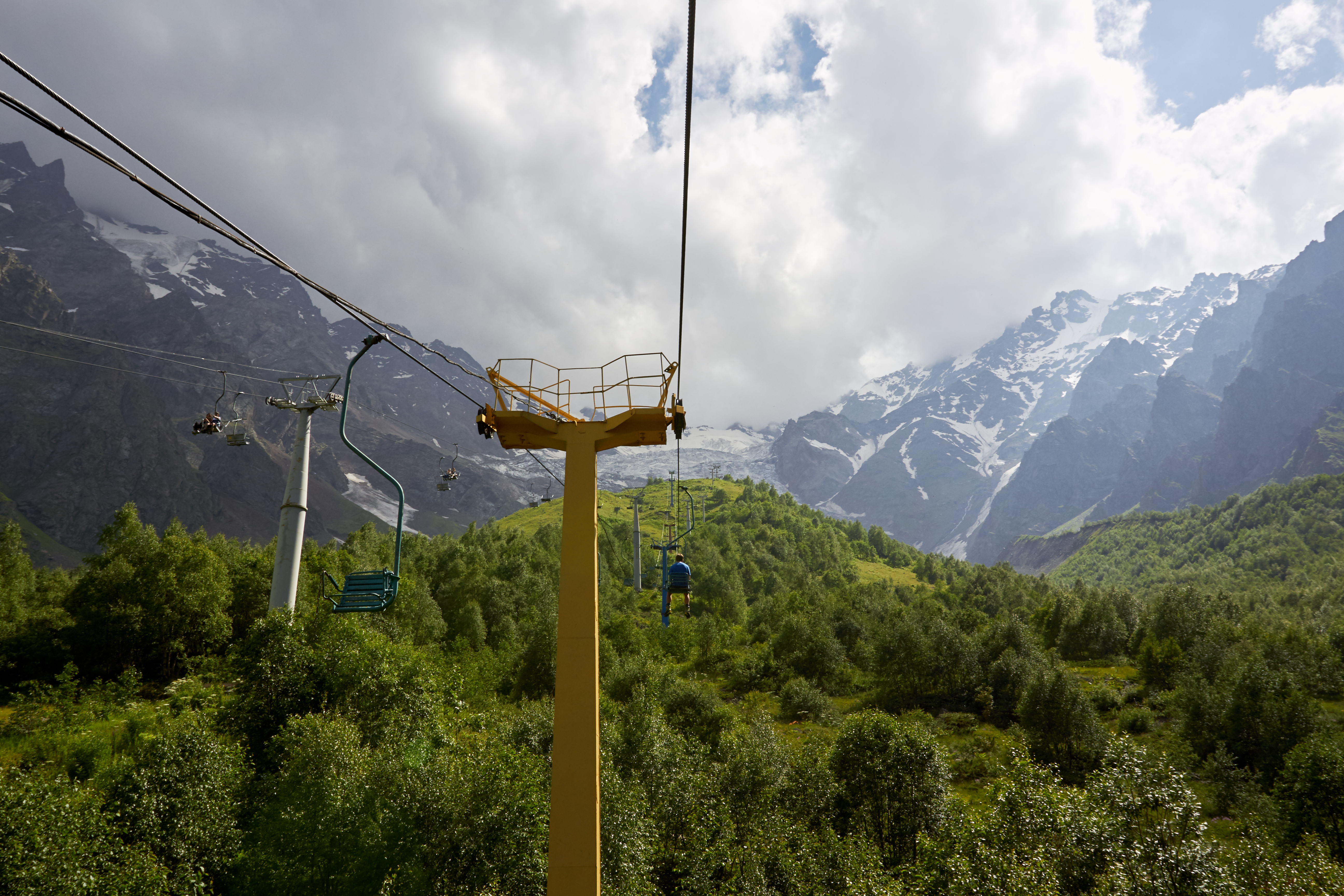
Канатная дорога в Цее